# Skijöring na Zimních olympijských hrách 1928
Na 2. zimních olympijských hrách byly pořádány také závody ve skijöringu. Tento sport však nebyl zařazen na pořad her jako řádný olympijský sport, ale pouze jako sport ukázkový a nahradil curling, který byl na programu her v roce 1924. Závodníci na lyžích byli taženi za otěže závodními koňmi, běžícími tryskem po zamrzlém St. Moritzském jezeře. Protože se jednalo o nebezpečný sport, musel se každý závodník na startu prokázat pojištěním proti úrazu. Závodníci i koně byli před závodem přísně kontrolováni.
Dostihy se konaly na dráze dlouhé 1 900 metrů. Závodů se zúčastnilo 8 sportovců, všichni z hostitelské země.

## Výsledky
Datum závodu: 12. února 1928
Počet závodníků: 8
| Místo | Jméno        | Kůň      | Stát      |
| ----- | ------------ | -------- | --------- |
| 1     | R. Wettstein | Jallange | Švýcarsko |
| 2     | Torriani     | Loup     | Švýcarsko |
| 3     | Muckenbrün   | Frania   | Švýcarsko |